# Rygge
Rygge este o comună din provincia Østfold, Norvegia.